# Pi Piscium
Pi Piscium (π Piscium/π Psc) è una stella bianca-gialla di sequenza principale distante circa 114 anni luce dalla Terra, nella costellazione dei Pesci.
È una stella di tipo spettrale F0V, dunque presenta una temperatura superficiale da 6000 a 7500 K, ed ha dimensioni all'incirca comparabili con quelle del nostro Sole, anche se più luminosa e con temperatura superficiale superiore. Ha una velocità di rotazione di circa 96 km/s al suo equatore. Si tratta di una stella variabile .

## Astronomia cinese
In cinese, 右更 (si Geng), il che significa funzionario incaricato del Pascolo, si riferisce ad un asterismo composto da π Piscium, η Piscium, ρ Piscium, ο Piscium e 104 Piscium.
Di conseguenza, π Piscium è conosciuto come 右更三 (si Geng San: La terza stella del funzionario incaricato del Pascolo).

## Occultazioni
Per la sua posizione prossima all'eclittica, è talvolta soggetta ad occultazioni da parte della Luna e, più raramente, dei pianeti, generalmente quelli interni.
L'ultima occultazione lunari invece avvenne Il 18 gennaio 2013.